# NGC 852
NGC 852 (również PGC 8195) – galaktyka spiralna z poprzeczką (SBbc), znajdująca się w gwiazdozbiorze Erydanu. Odkrył ją John Herschel 27 października 1834 roku.